# Route 9 (Saskatchewan)
Pour les articles homonymes, voir Route 9.
La route 9 (en anglais : Highway 9) est une route pavée provinciale d'orientation nord-sud de la Saskatchewan, au Canada. Elle part de l'route 8 (en) du Dakota du Nord à la frontière entre le Canada et les États-Unis près de Northgate et devient la route provinciale 283 (en) au Manitoba en continuant vers l'est.